# Quthing
Quthing est une ville du Lesotho, chef-lieu du district de Quthing. Sa fondation remonte à 1877. Lors du recensement de 2004, sa population s'élevait à environ 15 000 habitants.